# Poraniopsis
Poraniopsis is een geslacht van zeesterren uit de familie Poraniidae.

## Soorten
- Poraniopsis echinaster Perrier, 1891
- Poraniopsis inflata (Fisher, 1906)